# Joseph Petrosino

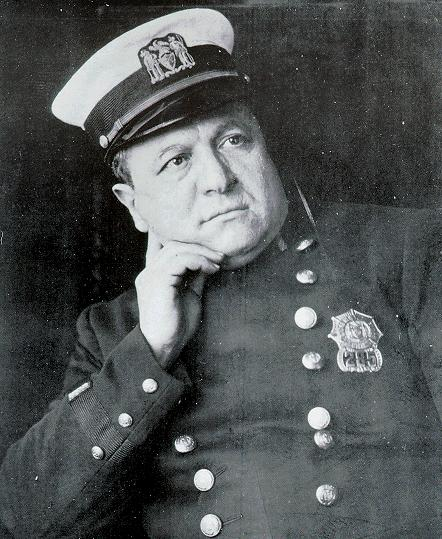
Joseph Petrosino

Giuseppe „Joe“ Petrosino (* 30. August 1860 in Padula, Italien; † 12. März 1909 in Palermo, Italien) war ein italoamerikanischer Polizist aus New York City, der als ein Pionier in der Bekämpfung des organisierten Verbrechens gilt.

## Leben
Petrosino wurde in Padula in der italienischen Region Kampanien geboren. 1874 emigrierte die Familie Petrosino in die Vereinigten Staaten. Joseph und ein Cousin wurden vom Großvater erzogen. Als dieser bei einem Unfall verstarb, wurden sie vorübergehend von einem irischstämmigen Richter adoptiert.
Sie bekamen dadurch Kontakt zur einflussreichen Mittelschicht und Zugang zu einer Ausbildung, die armen italienischen Einwanderern nur in seltenen Fällen möglich war. Am 19. Oktober 1883 trat Petrosino ins NYPD ein.
Er freundete sich während seines Dienstes mit Theodore Roosevelt an, der zu dieser Zeit eine hohe Position im New Yorker Police Department hatte. Am 20. Juli 1895 wurde er Leiter der Homicide Division. 1901 war er an der Entdeckung der Murder Stable mit sechzig Leichen beteiligt. Auch an der Identifizierung der Leiche von Benedetto Madonia war er beteiligt.
1908 wurde er befördert und leitete die Italian Squad, eine Spezialeinheit zur Bekämpfung der organisierten italienischen Kriminalität. In diesem Zusammenhang verhaftete er Gangster, die versucht hatten den Sänger Enrico Caruso zu erpressen.
Seine Ermittlungen gegen die Mafia führten zur Verhaftung von Don Vito Cascioferro und zur Aufdeckung von Verbrechen der sogenannten Black Hand Gang.
1909 befand er sich auf einer Ermittlungsreise in Sizilien, wo er in eine Falle gelockt und ermordet wurde. Er soll nach Ermittlungsergebnissen von 2014 durch Paolo Palazzotto im Auftrag des sizilianischen Paten Cascio Ferro erschossen worden sein.
Am 12. April 1909 nahmen 250.000 Menschen an seiner Beerdigung in Manhattan teil. Die Stadt New York hatte den Tag seiner Beisetzung zum Trauertag erklärt und ermöglichte so auch Arbeitern und Angestellten die Teilnahme.

## Weiteres
- Drei biographische Spielfilme handeln von Petrosino: Sidney M. Goldins The Adventures of Lieutenant Petrosino (1912), Pay or Die (1960) mit Ernest Borgnine und Auch Killer müssen sterben (La mano nera - prima della mafia, più della mafia) (1973) mit Lionel Stander.
- Die Lebensgeschichte von Petrosino ist Gegenstand des Buchs von Stephan Talty (2017), The Black Hand: The Epic War Between a Brilliant Detective and the Deadliest Secret Society in American History (deutsch bei Suhrkamp erschienen unter dem Titel Black Hand - Jagd auf die erste Mafia New Yorks, 2018, ISBN 978-3-518-46924-8).
- Der Joe Petrosino Prize for Investigative Reporting ist ihm zu Ehren benannt.
- In Greenwich Village, New York City wurde ein Park nach ihm benannt.[3]